# Gryfino

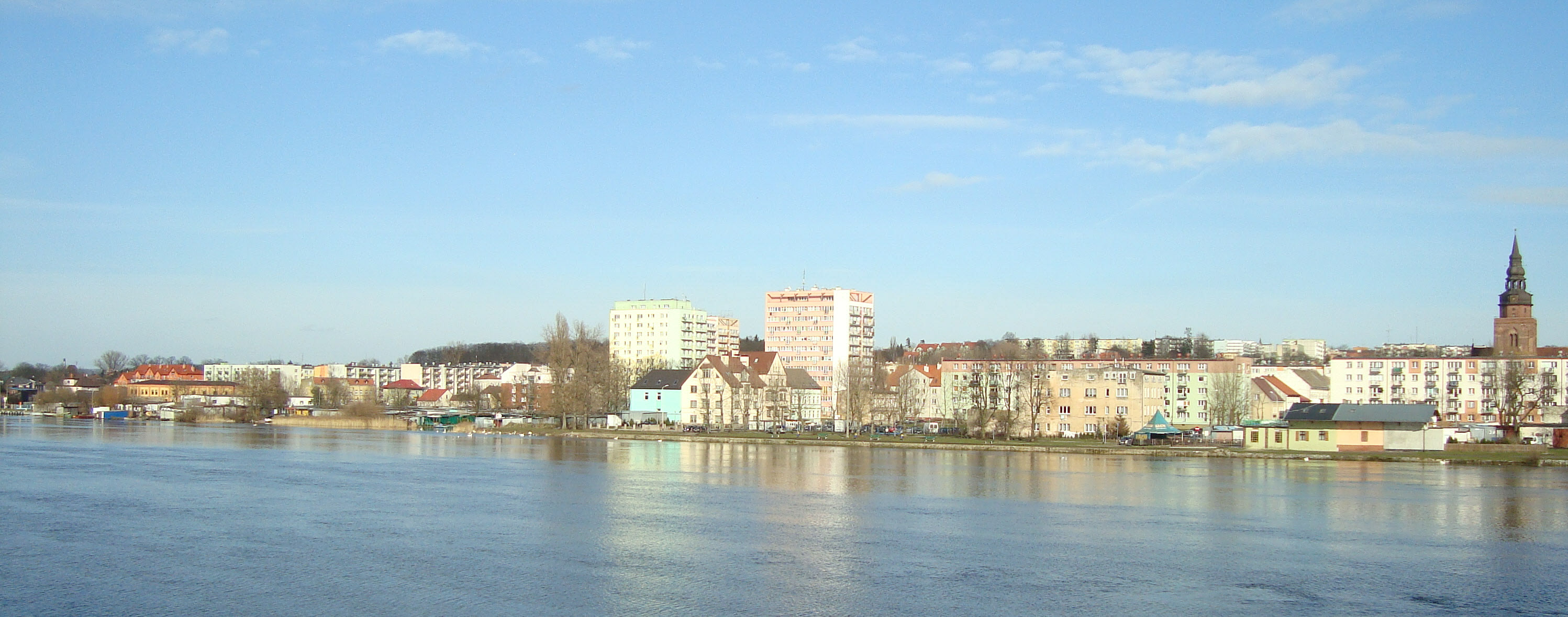
Gryfino.

Gryfino (en allemand : Greifenhagen) est une ville de la voïvodie de Poméranie-Occidentale, dans le nord-ouest de la Pologne. Elle est le siège du powiat de Gryfino.

## Géographie
Elle s'étend sur une surface de 10 km2.

## Histoire
Lorsque la Prusse réorganise son administration en 1815/1818, la ville devient le siège administratif de l'arrondissement de Greifenhagen dans le district de Stettin de la province prussienne de Poméranie. Cette division administrative reste en place jusqu'en 1945.

## Communications
La gare de Gryfino a des connexions avec Szczecin et Kostrzyn, Rzepin, Zielona Góra et Wrocław.

## Personnalités liées à la commune
- Katarzyna Kotula, femme politique, y est née.
- Andreas Müller (orientaliste) (1630-1694), pasteur, orientaliste allemand, né à Greifenhagen.
- Barbara Serdakowski, poète et écrivaine, y est née.